# رودخانه آنابار
رودخانه آنابار (روسی: Анабар؛ یاقوتی: Анаабыр) رودخانه ای در ساخا، روسیه است، که در غرب رودخانه لنا قرار دارد. حوضه آبریز آن به کوه‌های پوتوران گسترش یافته‌است که مرتفع‌ترین قسمت فلات مرکزی سیبری است.
میانگین آورد (دبی) سالانه آن تقریباً ۵۰۰ متر مکعب بر ثانیه (۱۸٬۰۰۰ فوت مکعب بر ثانیه) است. اعتقاد بر این است که خلیج آنابار شرقی‌ترین آبدره در روسیه است - نقطه‌ای که آب و هوا در طول آخرین بیشینه یخچالی برای شکل‌گیری یخچال‌های طبیعی بسیار خشک شد.
حوضه رودخانه آنابار به عنوان مکان بزرگترین غلظت رسوبات الماس در جهان خارج از آفریقا و استرالیا قابل توجه است. این منابع اتحاد جماهیر شوروی را به یکی از بزرگترین تولیدکنندگان الماس در جهان تبدیل کرد و همچنان به عنوان پایه اصلی اقتصادی منطقه شناخته می‌شود.

## تاریخ
از نظر تاریخی، مردم اونکی در حوضه رودخانه آنابار سکونت داشته‌اند. واسیلی سیچف اولین روسی بود که در سال ۱۶۴۳ به رودخانه رسید.

## جغرافیا

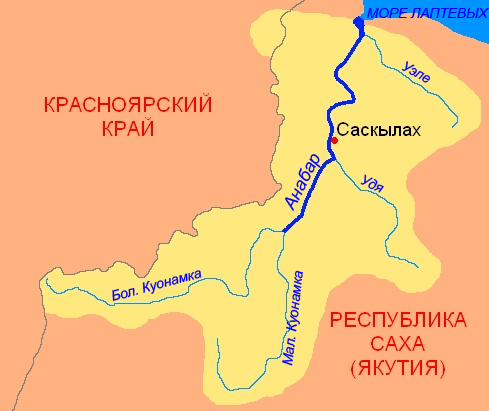

طول رودخانه ۹۳۹ کیلومتر است (با Big Kuonamka)، منطقه حوضه آبریز ۱۰۰۰۰۰ کیلومتر مربع است. دریاچه‌های زیادی در استخر وجود دارد.
این منبع در قسمت جنوبی فلات عنبر (بخشی از فلات مرکزی سیبری) واقع شده‌است، جایی که این رودخانه با دره‌های شیب دار و شیب دار یک دره را تشکیل می‌دهد.
پس از رسیدن به دشت سیبری شمالی، دره آنابارا به‌طور قابل توجهی گسترش می‌یابد.

## هیدرولوژی
منایع آبی آن عمدتاً برف و باران است. متوسط جریان سالانه ۴۹۸ متر مربع در ثانیه است. از اواخر سپتامبر تا اوایل ژوئن یخ می‌بندد.

## استفاده اقتصادی
ذخایر الماس در حوضه آنابارا واقع شده‌است. بزرگترین شهرکهای بندری: ساسکلاخ، یوریونگ-هایا، ابلخ، زیلیندا.

## نگارخانه

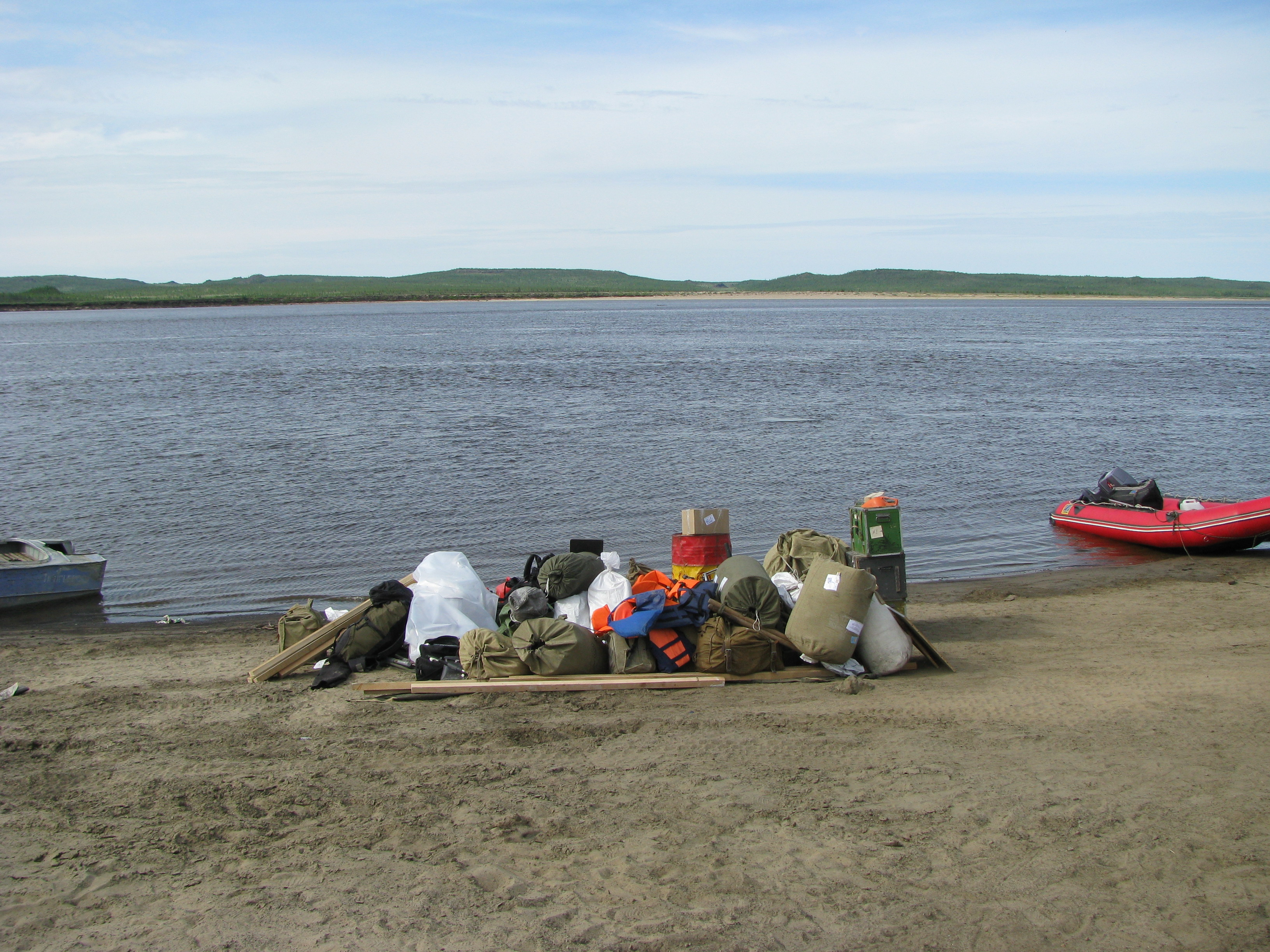
در نزدیکی روستا ساسکله
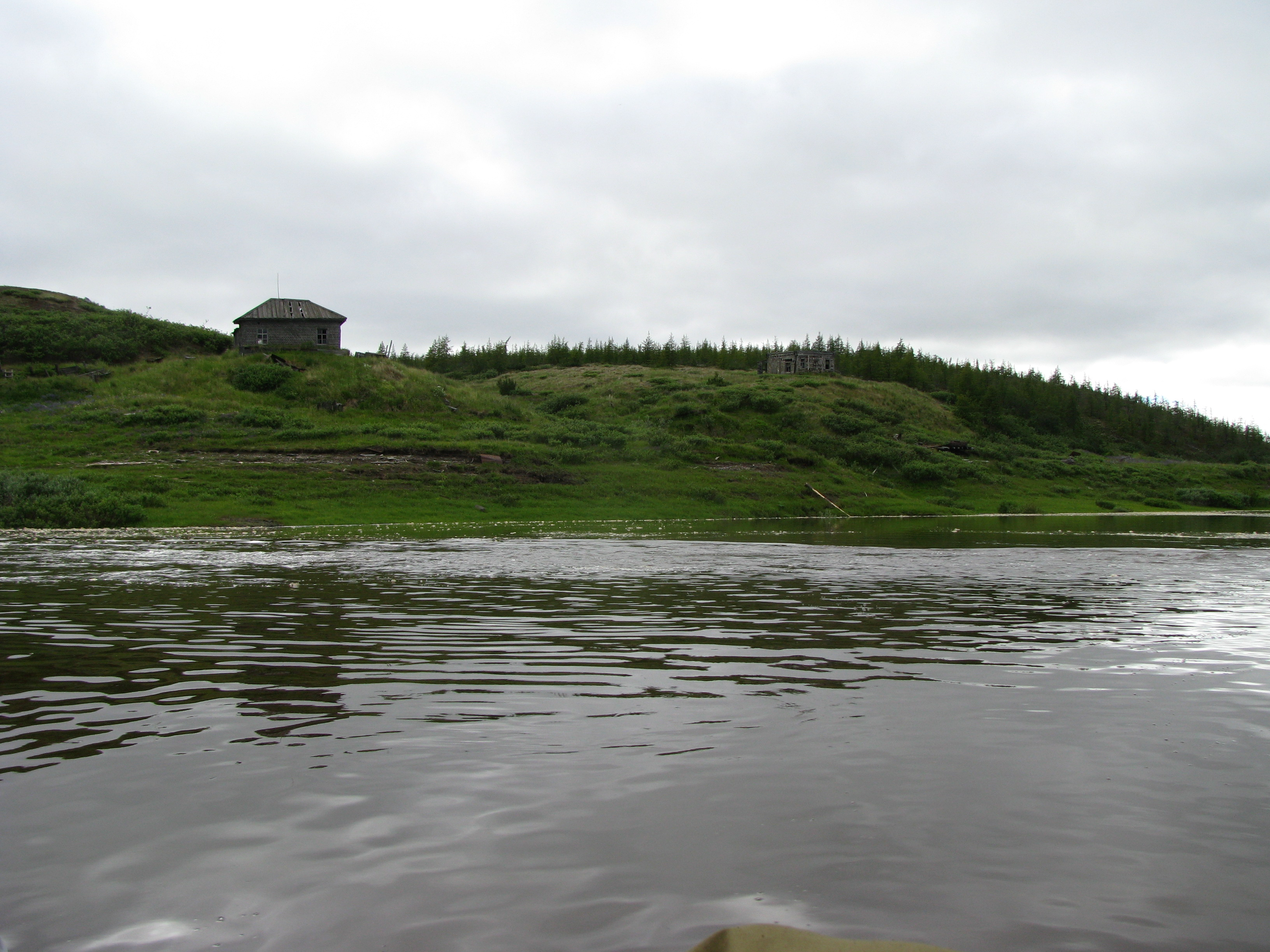
دوروخا - روستایی متروکه در کنار رودخانه است